# 第三代白金漢和錢多斯公爵理查·坦珀-紐金特-布里吉斯-錢多斯-格倫維爾
理查·坦珀-紐金特-布里吉斯-錢多斯-格倫維爾（英語：Richard Temple-Nugent-Brydges-Chandos-Grenville，1823年9月10日—1889年3月26日），第三代白金漢和錢多斯公爵，是英國貴族、政治人物，曾先後擔任樞密院議長、殖民地事務大臣。1875年起，他出任英屬印度馬德拉斯省總督，至1880年。